# Apol·lo de Veïs
L' Apol·lo de Veïs és una estàtua etrusca realitzada en terracota. De mida major que el natural, pintat, representant un Apol·lo, datada cap a anys 550 aC- 520 aC. Està realitzada en l'estil etrusc arcaic tardà o jònic «internacional».
Es troba exposada al Museu Nacional Etrusc de Villa Giulia a Roma.

## Lloc de la troballa
Fou descobert l'any 1916 al temple de Portonaccio, un santuari construït en honor de la deessa de la saviesa i les arts Menrva (per als etruscs o Minerva per als romans), un dels més importants d'Etruria, pertanyent a l'antiga ciutat etrusca de Veïs, avui regió italiana de l'Alt Laci.

## Autor
L'escultura se li atribueix a l'escultor etrusc Vulca, l'únic artista etrusc del que es coneix el nom.

## Estil i característiques tècniques
Aquesta escultura pertany a l'art etrusc, amb importantíssima influència de l'art escultòric grec. L'estàtua mesura 1,80 metres d'alt i està realitzada en terracota, el material més usat a les escultures etrusques.
Formava part d'una escena d'Apol·lo i Hèracles lluitant per la Cérvola de Cerinea, dotze metres per sobre del sòl, sobre bigues a l'Acroteri del Santuari de Minerva de Portonaccio, prop de Veïs. Apol·lo, vestit amb una túnica i capa curta, avança cap a la seva esquerra amb el seu braç dret estirat i doblegat (el seu braç esquerre està cap al sòl potser amb un arc a la seva mà); Hèrcules, amb la cérvola lligada al voltant de les seves cames, s'estira cap a la dreta, inclinant-se per atacar amb la seva porra i amb el seu tors en una corba violenta.
L'estàtua va ser trobada dempeus, resistint els atacs dels romans a la ciutat de Veïs, la primera ciutat etrusca conquistada per Roma.